# Limnobulla
Limnobulla is een geslacht van weekdieren uit de klasse van de Gastropoda (slakken).

## Soorten
- Limnobulla peculiaris (Hubendick, 1951)